# Giuseppe Antonio Tosi
Giuseppe Antonio Tosi, noto anche con lo pseudonimo di Cuzzio (Oleggio, 1671 – 1764), è stato un pittore italiano.
Di possibile formazione milanese, fu attivo principalmente a Novara e nel novarese con temi religiosi ma non solo come testimoniano diverse tele raffiguranti Eeremiti e Seneca custodite a Milano.
Alternò l'attività pittorica all'attività di critico d'arte riferita prevalentemente ad opere locali.

## Opere
Tra le opere si citano:
- Immacolata, chiesa di Sant'Eustachio, Novara
- San Pio V e Santa Caterina con papa Clemente XI, olio su tela, 280x180, Basilica di San Giuliano, Gozzano, Novara
- Annuncio a Zaccaria della nascita di San Giovanni Battista e Zaccaria riacquista la parola, olio su tela, 150x150, Chiesa di San Giovanni Decollato, Novara[2]
- San Giovanni Battista in gloria fra due angeli, affresco, cupola della chiesa di San Giovanni Decollato, Novara
- Immacolata con san Giuseppe, san Sebastiano e l’angelo custode, olio su tela, 356,4x204, chiesa parrocchiale della Beata Vergine Assunta, altare dell'Immacolata Concezione, Crevacuore, Biella[3]
- Martirio di Sant'Agapito, olio su tela, 202x285, presbiterio della chiesa di Santo Spirito, Maggiora
- Santa Marta appare ad un confratello, olio su tela, 250x180, chiesa di Santo Spirito, Maggiora
- Madonna Assunta con Bambino e santi Pietro, Paolo, Fabiano e Sebastiano, olio su tela, 450x360, chiesa di San Pietro, Fara Novarese
- Martirio di San Vittore, olio su tela, 300x200, Chiesa di San Vittore, Sizzano
- Maria Immacolata, olio su tela, 300x200, chiesa di Sant'Eustachio, Novara
- Miracolo di San Nicola e Martirio di San Bartolomeo, olio su tela, 210x149, Chiesa di San Bartolomeo Apostolo, Borgomanero
- I santi Pietro e Paolo in gloria con santo papa, olio su tela, 328x470, chiesa di San Pietro e Paolo, Galliate[4]
- 5 teleri ex-voto commissionati da corporazioni oleggesi dedicati alla Madonna di Loreto, olio su tela, 172x220, chiesa della Madonna di Loreto e casa parrocchiale, Oleggio